# Brachytrachelopan
Brachytrachelopan byl rod menšího sauropodním dinosaura z čeledi Dicraeosauridae, charakteristickým svým relativně krátkým krkem. Žil v nejsvrchnější juře (stupeň tithon, asi před 150 miliony let) v oblasti dnešní Argentiny.

## Popis
Brachytrachelopan patřil k menším sauropodním dinosaurům. Na délku měřil jen asi 10 až 11 metrů a vážil zhruba 5 tun, takže patřil mezi malé sauropody. Nápadným znakem byl jeho krk, který byl na poměry sauropodních dinosaurů velmi krátký. V poměru k délce ostatních částí těla byla cervikální část páteře tohoto sauropoda zhruba dvojnásobně až trojnásobně kratší.
Tento rod byl formálně popsán roku 2005 týmem vedeným německým paleontologem Oliverem Rauhutem.

### Česká literatura
- SOCHA, Vladimír (2021). Dinosauři – rekordy a zajímavosti. Nakladatelství Kazda, str. 68.